# ГЕС Jiāngyā
ГЕС Jiāngyā (江垭水电站) — гідроелектростанція у центральній частині Китаю в провінції Хунань. Входить до складу каскаду на річці Loushui, лівій притоці Лішуй (впадає до розташованого на правобережжі Янцзи великого озера Дунтін).
В межах проекту річку перекрили греблею із ущільненого котком бетону висотою 131 метр та довжиною 370 метрів. Вона утримує водосховище з об'ємом 1741 млн м3 (корисний об'єм 740 млн м3) та припустимим коливанням рівня поверхні у операційному режимі між позначками 188 та 236 метрів НРМ (під час повені об'єм може зростати до 1856 млн м3).
Споруджений у підземному виконанні пригреблевий машинний зал обладнали трьома турбінами типу Френсіс потужністю по 100 МВт, які забезпечують виробництво 756 млн кВт-год електроенергії на рік.